# Patricia Anthony
Patricia Anthony (San Antonio, 3 gennaio 1947 – 2 agosto 2013) è stata una scrittrice statunitense di fantascienza e slipstream.

## Carriera
Attiva come romanziera nel corso degli anni Novanta, Anthony è stata fra i numerosi letterati anglofoni della sua generazione a sfumare i confini di toni e temi tra la narrativa fantastica e quella realistica, e in particolare la sua produzione è gradualmente slittata dai tropi tradizionali della fantascienza verso modalità di realismo magico: già la sua opera prima, Cold Allies, tratta di un primo contatto con gli extraterrestri durante una Terza guerra mondiale scoppiata a metà Ventunesimo secolo, mentre Fratello Termite, riconosciuto come il suo capolavoro, propone un intreccio di intrigo politico narrato dal punto di vista del capo degli extraterrestri che hanno invaso gli Stati Uniti d'America; a sua volta Cradle of Splendor si impernia su un programma brasiliano di esplorazione spaziale dalle pieghe potenzialmente paranormali, mentre Flanders, all'estremo opposto, è un romanzo storico dalle atmosfere surreali e metafisiche con protagonista un cecchino britannico di stanza sul fronte occidentale della Grande Guerra.
Dopo la sua affermazione letteraria, Anthony insegnò scrittura creativa per tre anni alla Southern Methodist University, ma dai primi anni Duemila fino alla sua scomparsa ha abbandonato la prosa narrativa si è dedicata soprattutto alla stesura di sceneggiature, anche se nessuno dei suoi copioni è stato realizzato; parimenti, nel 2003 James Cameron acquistò i diritti di Fratello Termite e John Sayles ne trasse una sceneggiatura, ma il film non è mai entrato in produzione. Il suo ultimo romanzo, composto in data incerta, è stato pubblicato postumo nel 2015.

## Opere

### Romanzi
- Cold Allies, Harcourt Brace Jovanovich, 1993.
- Conscience of the Beagle, First Books, 1993.
- Fratello termite (Brother Termite), Harcourt Brace, 1993. Trad. Anna Martini, Solaria 11, Fanucci Editore, 2000.
- Happy Policeman, Harcourt Brace, 1994.
- Cradle of Splendor, Ace Books, 1996.
- Il fuoco divino (God's Fires), Ace Books, 1997. Trad. Luca Landoni, Narrativa Nord 128, Editrice Nord, 1999.
- Flanders, Ace Books, 1998.
- The Sighting, Wildside Press, 2015.

### Raccolte di racconti
- Eating Memories, First Books & Old Earth Books, 1997. Raccolta di ventotto racconti con prefazione di Charles C. Ryan.